# كوري كارير
كوري كارير (بالإنجليزية: Corey Carrier)‏ مواليد 20 أغسطس 1980 في ميدلبورو، الولايات المتحدة، هو ممثل أمريكي بدأ مسيرته الفنية سنة 1987.

## الأعمال
- السحرة من إيستويك (1987)
- مذكرات الشاب إنديانا جونز (1992)

## روابط خارجية
- كوري كارير على موقع IMDb (الإنجليزية)
- كوري كارير على موقع ألو سيني (الفرنسية)
- كوري كارير على موقع أول موفي (الإنجليزية)
- كوري كارير على موقع قاعدة بيانات الأفلام السويدية (السويدية)
- كوري كارير على موقع قاعدة بيانات الفيلم (الإنجليزية)
- كوري كارير على موقع كينوبويسك (الروسية)